# Ammi’oz
Ammi’oz (hebr.: עמיעוז) – moszaw położony w samorządzie regionu Eszkol, w Dystrykcie Południowym, w Izraelu.
Leży w zachodniej części pustyni Negew, w pobliżu Strefy Gazy.

## Historia
Moszaw został założony w 1956 przez imigrantów z Egiptu i Rumunii. W 1962 osiedliła się tu grupa imigrantów z Maroka.

## Gospodarka
Gospodarka moszawu opiera się na intensywnym rolnictwie oraz uprawach warzyw i kwiatów w szklarniach.